# Пионеры-герои

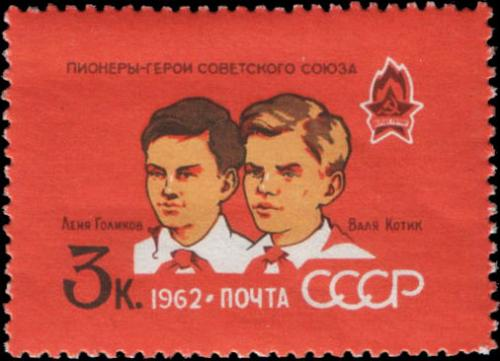
Марка почты СССР 1962 года. Пионеры-герои Леня Голиков и Валя Котик

Пионеры-герои — советские пионеры, совершившие подвиги в годы становления советской власти (коллективизация и «Битва за урожай») и особенно в годы Великой Отечественной войны.
Образы пионеров-героев активно использовались в советской идеологии как примеры высокой морали и нравственности. Официальный список пионеров-героев был оформлен в 1954 году с составлением Книги почёта Всесоюзной пионерской организации имени В. И. Ленина; к ней присоединились Книги почёта местных пионерских организаций в различных регионах СССР.

## Пионеры-герои до Второй мировой войны

Мемориал пионерам героям Великой Отечественной войны близ г. Тольятти, бывший пионерский лагерь «Алые паруса» (справа налево: Боря Цариков, Марат Казей, Зинаида Портнова, Лёня Голиков, Валя Котик и Володя Дубинин)

Пионер-герой Павлик Морозов, памятник в городе Острове, Псковская область

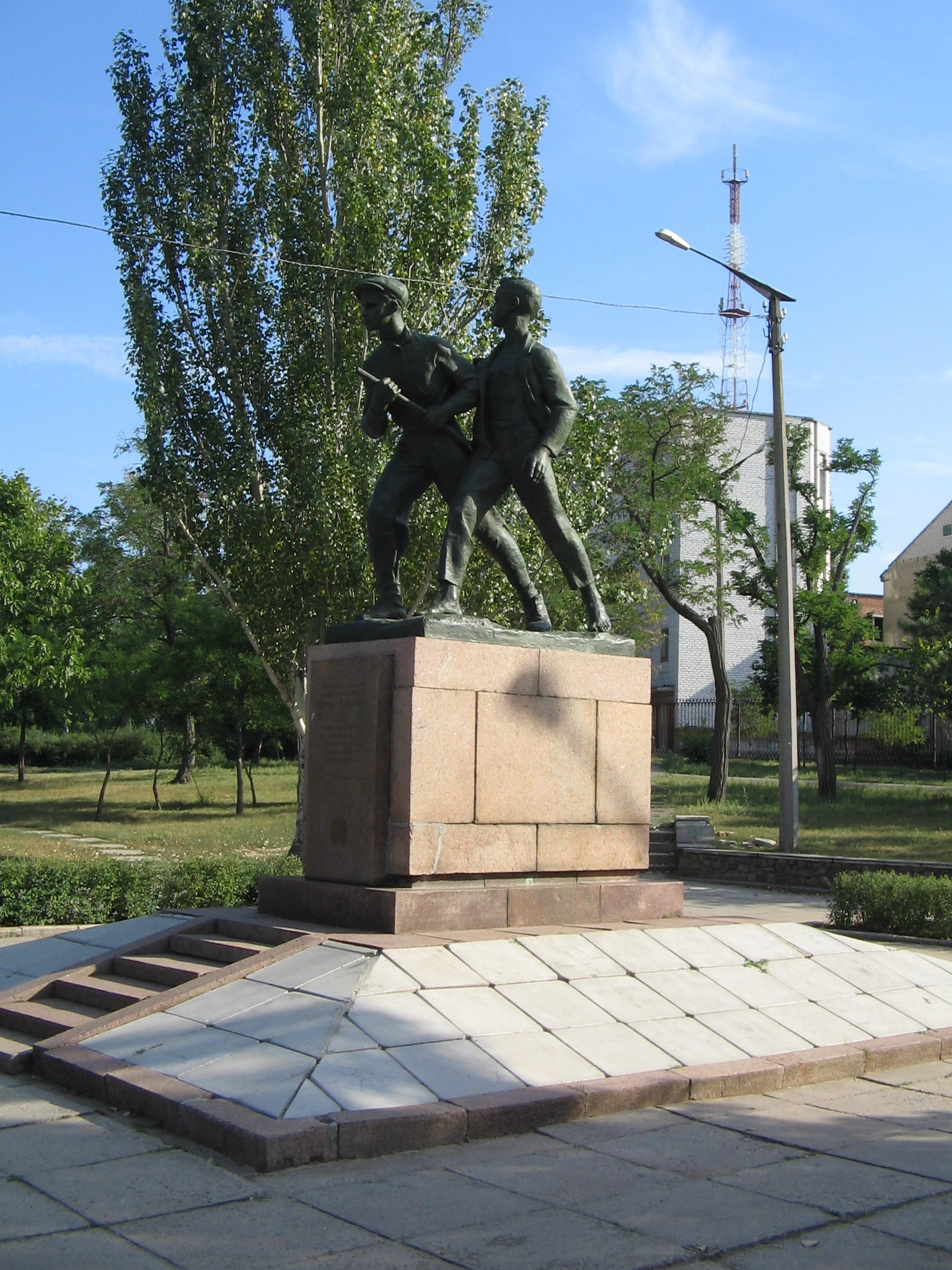
Памятник Шуре Коберу и Вите Хоменко в Николаеве

Образ пионера-героя появился в 1933 году на основе литературной обработки истории о зверском убийстве Павлика Морозова (П. Соломеин, «В кулацком гнезде»). В 1934 году Максим Горький настоял на том, чтобы история не была предана забвению. Павлик Морозов был пионер-правдоруб, преданный сторонник «линии партии» и непримиримый борец с кулачеством, готовый свидетельствовать против своего отца. Первый музей Павлика Морозова открылся в 1939 году, а в 1954 году на его могиле был поставлен бронзовый памятник. На XII съезде ВЛКСМ в 1954 году, была создана «Книга почёта Всесоюзной пионерской организации имени В. И. Ленина». Под № 1 в неё был внесен Павлик Морозов, отважно разоблачавший преступления кулаков против Советской власти и убитый ими из мести, под № 2 — Коля Мяготин, погибший при сходных обстоятельствах. Уже в 1933 году в Кургане появилась Улица Коли Мяготина.

## Пионеры-герои Великой Отечественной войны
Уже в первые дни войны при защите Брестской крепости отличился воспитанник музыкального взвода, 14-летний Петя Клыпа. Многие пионеры участвовали в партизанских отрядах, где использовались нередко в качестве разведчиков и диверсантов, а также при проведении подпольной деятельности; из юных партизан особо известны Марат Казей, Володя Дубинин, Зина Портнова, Лёня Голиков и Валя Котик (все они погибли в боях, кроме Володи Дубинина, подорвавшегося на мине; и всем им, кроме более взрослых Лёни Голикова, Марата Казея и Зины Портновой, к моменту гибели было 13—14 лет). Нередки были случаи, когда подростки школьного возраста принимали участие в боевых действиях, оказавшись в составе воинских частей (так называемые «сыновья и дочери полков» — известна повесть «Сын полка» Валентина Катаева).
Юные патриоты часто сражались с врагом в составе партизанских отрядов. 15-летний Вилор Чекмак ценой собственной жизни спас Севастопольский партизанский отряд. Несмотря на больное сердце и юный возраст, Вилор в августе 1941 года ушёл с партизанами в лес. 10 ноября он был в дозоре и первым заметил приближение отряда карателей. Ракетницей Вилор предупредил отряд об опасности и один принял бой с многочисленными немцами. Когда у него закончились патроны, Вилор подпустил ближе врагов и подорвал себя вместе с немцами гранатой. Похоронен на кладбище ветеранов Великой Отечественной войны в поселке Дергачи под Севастополем.
Пионеры становились юнгами на военных кораблях; в советском тылу трудились на заводах, заменяя ушедших на фронт взрослых, а также участвовали в гражданской обороне.
В составе комсомольской подпольной организации «Юные мстители», созданной на станции Оболь Витебской области, действовала пионерка Зина Портнова, вступившая в подполье в ряды ВЛКСМ, казнённая немцами и посмертно удостоенная звания Героя Советского Союза.
За боевые заслуги десятки тысяч детей и пионеров были награждены орденами и медалями:
- Ордена Ленина были удостоены — Толя Шумов, Володя Казначеев, Александр Чекалин, Лёня Голиков;
- Ордена Красного Знамени — Володя Дубинин, Юлий Кантемиров, Андрей Макарихин,  Аркадий Каманин, Костя Кравчук;
- Ордена Отечественной войны 1-й степени — Петя Клыпа[8], Валерий Волков, Саша Ковалёв;
- Ордена Красной звезды — Володя Саморуха, Шура Ефремов, Ваня Андрианов, Витя Коваленко, Лёня Анкинович, Аркадий Каманин (дважды).
- Сотни пионеров были награждены медалью «Партизану Великой Отечественной войны», свыше 15 000 — медалью «За оборону Ленинграда», свыше 20 000 медалью «За оборону Москвы».
- Шестеро пионеров-героев были удостоены звания Героя Советского Союза: Лёня Голиков, Марат Казей, Валя Котик, Зина Портнова, Боря Цариков[9], Александр Чекалин. Чекалин награждён 4 февраля 1942 года, Голиков — 2 апреля 1944, остальные — по окончании войны.

Многие юные участники войны погибли в боях или были казнены немцами. Ряд детей был занесён в «Книгу почёта Всесоюзной пионерской организации им. В. И. Ленина» и возведён в ранг «пионеров-героев».

## Послевоенная канонизация и увековечивание в монументах
После Великой Отечественной войны память о пионерах-героях была увековечена в скульптурных композициях. В Москве в 1948 году был возведён монумент в честь Павлика Морозова. В 1959 году в Крыму (Феодосия) был открыт памятник пионеру-партизану Вите Коробкову. В 1960 году в районе ВДНХ появилась скульптурная композиция посвящённая четырём пионерам-героям: Лене Голикову, Вале Котику, Зине Портновой и Марату Казею. В 1962 году в Ленинграде был открыт Памятник пионерам-героям в Таврическом саду (без указания конкретных имён). 
В 1964 году в Керчи был установлен памятник герою-пионеру Володе Дубинину. В 1967 году в Каменске появился монумент пионерам-героям, убитых фашистами при отступлении в 1943 году. В 1986 году в Челябинске была открыта Аллея пионеров-героев, где были увековечены имена 12 подростков: помимо упоминавшихся ранее Морозова, Казея, Дубинина, Портновой, Голикова, Мяготина и Котика, появились упоминания Васи Коробко, Маркса Кротова, Саши Ковалёва, а также Кычана Джакыпова и Гриши Акопяна. Геральдическим украшением монумента стал пионерский значок. Интересен Парк пионеров-героев в Липецкой области, где упомянуты 13 человек: помимо канонических представителей появляются Витя Коробков, Лара Михеенко и Муся Пинкензон, но исчезает Вася Коробко и Маркс Кротов.

## Пионеры — Герои Социалистического Труда
Звание Героя Социалистического Труда было присвоено двум пионерам: жителю Таджикской ССР Турсунали Матказимову (1948 год) и жительнице Грузинской ССР Нателле Челебадзе (1949 год):
- Пионерской дружине Турсунали Матказимова было поручено вырастить и собрать урожай хлопка на школьной делянке. Однако ударили заморозки и весь урожай оказался под угрозой гибели. Пионер Матказимов организовал круглосуточное дежурство: он и его товарищи изготовили колпачки из бумаги, которыми накрыли кусты хлопчатника, и жгли костры рядом с посевами. Благодаря действиям пионеров большую часть урожая удалось спасти[14].
- Нателла Челебадзе работала на чайной плантации сборщицей чая. Она заметила, что труд сборщиц чая нерационален: во-первых, сборка производится только одной рукой (так как другая занята корзиной); во-вторых, сортировка чая требует переборки всего сбора. Она попросила маму изготовить ей нашейную сумку с несколькими отделениями, так что она могла собирать чай двумя руками и сразу же сортировать его. Это позволило ей в одиночку собрать рекордные 5 тонн урожая чая[14].

## Пионеры-герои в литературе
В 1980—1985 году в СССР вышла серия из 11 книг о пионерах-героях, среди которых упомянуты Валя Котик, Зина Портнова, Лёня Голиков, Марат Казей, Витя Коробков, Толя Шумов, Юта Бондаровская, Боря Цариков. Хотя первый и наиболее известный образец жанра был написан несколько раньше (Кассиль Л., Поляновский М. Улица младшего сына. — М., 1949; о Володе Дубинине; Сталинская премия 1950 года).
Кандидат филологических наук С. Г. Маслинская (Леонтьева) находит в биографиях «пионеров-героев» признаки шаблона, в котором она видит многочисленные пересечения с христианской агиографической литературой, прежде всего в деталях его характеристики, описании раннего детства и мученической смерти. Герой непременно наделяется многочисленными добродетелями (как соответствующими общечеловеческой морали, так и специфическими советскими); особенный упор делается на хорошую учёбу в школе; как правило, он является лидером, ведущим и наставляющим сверстников; но при этом подчеркивается его «обычность», что должно показать, что героем может стать любой. Герой отличается «высокой сознательностью», его подвиг детерминирован принадлежностью к пионерской организации. С другой стороны, особо подчеркивается «детскость» героя, что должно придать особое значение его поступкам, достойным взрослого человека. Например в книге Юрия Королькова Лёня Голиков представлен маленьким мальчиком: «Офицер оглянулся и увидел, что за ним бежит какой-то мальчишка. Совсем маленький. Если бы их поставить рядом, мальчишка едва бы достал ему до пояса». Рукава кителя убитого Лёней немецкого генерала свисают ему ниже колен, и т. д.. Между тем, описываемые события произошли в августе 1942 г., то есть когда Лёне было 16 лет (родился в 1926 г.).
Морфологически С. Г. Маслинская (Леонтьева) выделяет шесть сюжетных типов:
- идейная победа героя над врагом;
- победа героя, сопровождающаяся устранением врага;
- победа героя — месть сообщников врага и гибель героя — месть соратников героя;
- гибель героя — месть соратников героя;
- уничтожение врага героем со второй попытки;
- уничтожение врага героем со второй попытки — месть сообщников врага и гибель героя.

В описании мученической смерти героя обыкновенны натуралистические подробности пыток и мучений, что, по мнению С. Г. Маслинской (Леонтьевой), направлялось на удовлетворение возрастного запроса аудитории на «страшные» и «кровавые» сюжеты (блокированному в остальных жанрах тогдашней детской литературы).
В художественном жизнеописании некоторых пионеров-героев, в частности, Павлика Морозова, Гриши Акопяна и некоторых других, внесённых в «Книгу почёта Всесоюзной пионерской организации им. В. И. Ленина» до 1941 года, и соответствии реальным жизненным фактам вызывают сомнения у некоторых авторов. Это касается Павлика Морозова, по утверждению Ю. Дружникова, никогда не бывшего пионером, и других героев 1930-х годов, убитых классовыми врагами: Коли Мяготина, Гриши Акопяна (целиком вымышленный персонаж).

## Пионеры-герои в кино
- 1957 — «Орлёнок» (Одесская киностудия). Посвящён юному партизану Вале Котко (прототип Герой Советского Союза Валя Котик).
- 1962 — «Улица младшего сына» (Беларусьфильм). Экранизация одноимённого романа Льва Кассиля и Макса Поляновского, посвящённого пионеру-герою Володе Дубинину.
- 1970 — «Пятёрка отважных» (Беларусьфильм). Повествует о подвиге юных партизан в охваченной войной Белоруссии.
- 1970 — «Зелёные цепочки» (Ленфильм). Пионеры помогают чекистам разоблачить немецких агентов в осажденном Ленинграде.
- 1970 — «Мишка принимает бой» (Свердловская киностудия). Пионеры из лагеря, захваченного немцами в первые дни войны, помогают советскому танкисту прорваться к своим.
- 1972 — «Всадники» (Одесская киностудия). Подростки сначала спасают породистых лошадей с конезавода. А затем помогают «окруженцам».
- 1972 — «Пятнадцатая весна» (Киностудия имени М. Горького). Посвящён подвигу Саши Чекалина, застрелившего немецкого офицера.
- 1973 — «Старая крепость» (Киностудия имени А. Довженко). Повествует о ребятах из советского пограничного города Каменец-Подольского, которые становятся свидетелями и участниками революционных боев за Советскую власть. По роману Владимира Беляева.
- 1974 — «В то далёкое лето…» (Ленфильм). Повествует о подвиге во время Второй мировой войны ленинградской партизанки Ларисы Михеенко.
- 1977 — «Хлеб детства моего». Повествует о детях войны. В 1943 году подростки освобожденной от немцев деревни разминировали поле ржи и дали возможность односельчанам провести жатву.
- 1979 — «Казаки-разбойники» (Одесская киностудия). Повествует о школьниках, которые в первый послевоенный год помогли милиции обезвредить группу опасных преступников.
- 1982 — «Это было в разведке» (Киностудия имени М. Горького). Фильм о подвиге 13-летнего мальчика, прибившегося к взводу армейской разведки, прототип — реальный разведчик Александр Колесников.
- 1982 — «Сто первый» (Одесская киностудия). Повествует о истории «сына полка» Вовы Диденко, деревенского мальчика, ставшего во время Великой Отечественной войны воспитанником взвода разведки.
- 1985 — «Долгая память». О пионере-герое, разведчике Володе Дубинине.
- 2009 — «Первый отряд». Фантастический мультфильм, не связанный ни с какими реальными событиями. Здесь обыгрывается образ типичных пионеров-героев, которые борются с орденом Аненербе.
- 2010 — «Брестская крепость». Главный герой — Сашка Акимов, от лица которого ведётся рассказ — воспоминание на протяжении всего фильма, его прототипом послужил Петя Клыпа.

## Имена пионеров-героев (полный список)
- Ваган Амбарьян
- Аксён Тимонин
- Алёша Голосевич
- Алёша Кузнецов[26]
- Альберт Купша
- Слава Алексеев
- Аркадий Каманин (лётчик)
- Боря Немченко
- Боря Цариков
- Боря Кулешин
- Валерий Волков
- Валерий Лялин
- Валя Артемьева
- Валя Зенкина
- Казимир Гапоненко
- Валя Котик
- Валя Ценнин
- Валентин Баранчиков
- Ваня Андрианов
- Коля Ашихмин[27]
- Николай Букин
- Ваня Васильченко
- Ваня Гриценко
- Вингалий Демидов (в возрасте 6 лет 10 месяцев, 28 августа 1944 года, был представлен к награде медалью «За боевые заслуги»[28][29])
- Лёша Захарчук
- Ваня Климентьев
- Вася Коробко
- Ваня Савинов
- Ваня Кулабухов
- Вася Шишковский
- Вилор Чекмак
- Ким Баглай[30]
- Вася Курка (снайпер)[31][32]
- Витя Коваленко
- Витя Коробков
- Валя Куракина[33]
- Витя Новицкий[34]
- Коля Печененко
- Витя Хоменко
- Витя Чаленко
- Витя Черевичкин
- Володя Буряк
- Володя Дубинин
- Володя Казначеев
- Володя Колядов
- Коля Имчук
- Володя Казьмин
- Володя Попов
- Женя Репко
- Володя Саморуха
- Володя Щербацевич
- Галя Комлева
- Гриша Акопян
- Гриша Михайлов
- Дима Потапенко
- Евгений Барабаш[34]
- Женя Попов[35][36]
- Зина Портнова

- Камилия Шага
- Киря Баев[37]
- Коля Мяготин
- Коля Рыжов[38]
- Костя Кравчук
- Леонид Кузубов
- Костя Янин
- Лара Михеенко
- Лёня Анкинович
- Лёня Голиков
- Лида Вашкевич
- Лида Матвеева[39][40]
- Люся Герасименко[41]
- Володя Гуков
- Марат Казей
- Коля Жовнер
- Мария Мухина
- Маркс Кротов[38]
- Миша Гаврилов[42]
- Муся Пинкензон
- Надя Богданова[43]
- Николай Ткач[34]
- Нина Куковерова

- Нина Сагайдак
- Ованес Кохликян
- Павлик Морозов
- Павлуша (Павлик) Андреев
- Пётр Зайченко
- Пётр Клыпа
- Саша Бородулин
- Саша Ковалёв
- Саша Колесников[44]
- Саша Чекалин
- Саша Кондратьев
- Саша Чебанов[45]
- Тихон Баран
- Толя Шумов
- Толя Масалов[34]
- Трофим Прушинский
- Шура Кобер[46]
- Шура Ефремов
- Юта Бондаровская
- Женя Петранков
- Люся Радыно
- Коля Христиченко

### Официальные советские материалы
- Пионеры герои — великие дети войны
- «Пионеры Герои»
- [www.lib.ru/PRIKL/PIONERY/pionger.txt «Пионеры-герои». Очерки]. — Минск: «Юнацтва», 1985. — В библиотеке Максима Мошкова
- Песня о пионерах-героях. Музыка А. Пахмутовой, слова Н. Добронравова. 1962. Аудиофайлы
- Давидзон Я. Б. Орлята партизанских лесов. — Киев: Веселка, 1979.
- Лезинский М., Эскин Б. Живи, Вилор! — (Серия «Юные герои»). — Издательство «Молодая гвардия», 1983.

### Культурологический анализ постсоветских лет
- Пионеры-герои. Сводный отряд послевоенного советского детства. Статья Сергея Карамаева
- Леонтьева Светлана Геннадьевна. Литература пионерской организации: идеология и поэтика. Диссертация на соискание учёной степени кандидата филологических наук. Специальность 10.01.08 — Теория литературы. Текстология. Тверь 2006. (на правах рукописи). Жизнеописаниям пионеров-героев посвящена вторая глава
- Леонтьева Светлана Геннадьевна. Пионер — всем пример. Статья содержит подробное описание культа «пионеров-героев»
- Юрий Дружников. Доносчик 001, или Вознесение Павлика Морозова — журналистское расследование, выполненное профессором Калифорнийского университета Юрием Дружниковым. В работе содержатся сведения о формировании культа «пионеров-героев»
- Мария Ремизова. Можно ли полюбить пионера-героя Рецензия на повесть Олега Павлова «Школьники», один из эпизодов которой посвящён культу «пионеров-героев»